# Підгайне (Рівненський район)
Підга́йне (до 1940-х років — Султанівка) — село в Україні, у Рівненському районі Рівненської області. Населення становить 76 осіб.

## Географія
Село розташоване на лівому березі річки Піщанки.

## Історія
У 1906 році село Салтанівка Будеразької волості Дубенського повіту Волинської губернії. Відстань від повітового міста 20 верст, від волості 15. Дворів 19, мешканців 146.

## Населення
Згідно з переписом УРСР 1989 року чисельність наявного населення села становила 87 осіб, з яких 36 чоловіків та 51 жінка.
За переписом населення України 2001 року в селі мешкало 76 осіб. 100 % населення вказало своєю рідною мовою українську мову.